# Distretto di Yapraklı
Il distretto di Yapraklı (in turco Yapraklı ilçesi) è uno dei distretti della provincia di Çankırı, in Turchia.